# Szepsy Zoltán
Szepsy Zoltán (Jám, 1910. december 29. – Arad, 1989. november 21.) bánsági magyar gyógyszerész, történeti szakíró.

## Életútja
Középiskoláit Nagyenyeden végezte. Egyetemi tanulmányait Kolozsváron az I. Ferdinand Egyetemen kezdte, majd Bukarestben folytatta, ahol 1934-ben kapott gyógyszerész oklevelet. 1935–41 között Lugoson, 1941–46 között Temesváron gyógyszerész. Ezután Aradon telepedett le, 1967-től nyugdíjazásáig több gyógyszertárban is dolgozott.
1955-től Arad városának és gyógyszertárainak történetét kutatta: az 1739 és 1920 közötti időszak gyógyszerész-történeti adatait dolgozta fel közel ezer oldalt kitevő négy – kéziratban maradt és az Arad Megyei Könyvtárban őrzött – terjedelmes kötetben. Az aradi régi kórházakról a Buletin de Informare c. lapban közölt írásokat. Ciochetti Teréz szerepe az aradi gyógyszerészetben c. tanulmányát Aradon 1959-ben, egy tudományos szimpózium keretében mutatta be, Interjú Rozsnyay Mátyás unokájával c. dolgozata a Gyógyszerészet 1975/2. számában jelent meg.